# Де Врёгт, Деннис
Деннис де Врёгт (нидерл. Dennis de Vreugt; 4 октября 1980) — нидерландский шахматист, гроссмейстер (2000)

## Биография
В 1994 году в Хенгело Деннис де Врёгт выиграл Юношеский чемпионат Нидерландов по шахматам в возрастной группе до 16 лет.  В 1998 году он выиграл Юношеский Чемпионат Европы по шахматам в возрастной группе до 18 лет, но уже в следующем году Денис де Врёгт занял первое место в Чемпионате Европы по шахматам среди юниоров в возрастной группе до 20 лет. В 2000 году в Стамбуле он был включен в сборную Голландии на 34-й Шахматной олимпиаде в качестве второго резервиста, но не играл ни в одной партии. В 2002 году в Международном турнире по шахматам в Хогевене Деннис де Фройгт занял второе место после победителя Евгения Алексеева. В 2003 году в Санто-Доминго он вместе с Бартошем Сочко, Вадимом Миловым, Александром Моисеенко и Ливиу-Дитером Нисипяну занял первое место в Международном шахматном турнире.
В 2000 году ему было присвоено звание гроссмейстера ФИДЕ.

## Изменения рейтинга
| Графики недоступны из-за технических проблем. См. информацию на Фабрикаторе и на mediawiki.org. |